# انفجارداریوش
انفجارداریوش (انگلیسی: Dariusburst) یک بازی ویدئویی تیراندازی افقی تک‌نفره برای سکو‌های پلی‌استیشن همراه، شبکه پلی‌استیشن، آرکید، آی‌اواس و اندروید می‌باشد که توسط پیرامید توسعه و تیاتو نشر پیدا کرده است.